# اندری رالیوچنکو
اندری رالیوچنکو (اوکراینی: Андрій Сергійович Ралюченко؛ زادهٔ ۸ ژوئن ۱۹۹۵) بازیکن فوتبال اهل اوکراین است.
از باشگاه‌هایی که در آن بازی کرده‌است می‌توان به باشگاه فوتبال متالیست خارکوف اشاره کرد.